# Jacquemijntje Garniers
Jacquemijntje Garniers (getauft am 3. Juni 1590 in Amsterdam; gestorben am 8. September 1651 in Leiden) war eine niederländische Hebamme und vermutlich Malerin.

## Leben
Jacquemijntje Garniers wurde am 3. Juni 1590 in Amsterdam getauft; darüber sind Quellen vorhanden. Laut einiger Berichten soll sie in Ypern geboren worden sein, was jedoch nicht hinreichend zu belegen ist. Ihre Eltern waren Roeland Garniers (gestorben 1599) und Sara de Proost (gestorben 1592). Sie heiratete am 5. Juni 1608 in erster Ehe den Schulmeister/Gastwirt Abraham Le Foutere aus Antwerpen. Aus dieser Ehe gingen die Kinder Philips (1609), Sara (1611), Marytgen (1614) und Abraham (1615) hervor. Nach seinem Tod heiratete sie den Maler Guillaume Fermout (gest. um 1624). Am 15. November 1625 heiratete sie in Leiden den Tapetenmaler Jacques Metsu (gestorben 1629), mit dem sie einen Sohn hatte. Nach seinem Tod heiratete sie am 14. September 1636 in Leiden den Kapitän Cornelis Gerritsz Bontecraey (gestorben 1649).
Sie lebte mit ihrem zweiten Ehemann, dem Maler Guillaume Fermout, in Dordrecht. Dort wurde sie zur Hebamme ausgebildet. Nach dem Tod ihres zweiten Mannes zog sie nach Leiden, wo sie im Januar 1624 beim Gericht einen Antrag auf Ernennung zur städtischen Hebamme stellte. Dabei erwähnte sie, dass sie als Witwe für neun Kinder sorgen müsse. Sie ließ sich untersuchen, legte dann den Eid ab, kaufte das Bürgerrecht und machte sich als Hebamme selbstständig. Zehn Monate später wurde sie von der Gemeinde angestellt und erhielt als außerordentliche Hebamme ein Jahresgehalt von dreißig Gulden. 1625 heiratete Jacquemijntje Garniers den Maler Jacques Metzu. Kurz nach der Geburt ihres jüngsten Sohnes, des späteren Malers Gabriel (1626–1667), wurde sie erneut Witwe. Drei Jahre später, 1632, wurde ihrem erneuten Antrag auf Ernennung zur städtischen Hebamme stattgegeben und ihr Jahresgehalt auf sechzig Gulden verdoppelt.
Ihre vierte Ehe ging sie 1636 mit dem Kapitän Cornelis Bontecraey ein. Nach seinem Tod wurde sie erneut zur Witwe und erhielt aus dem Schiffergewerbe eine Rente von zwei Gulden pro Woche zum Unterhalt ihrer Kinder. Das Testament, das Jacquemijntje Garniers am 20. August 1651 verfasst hatte, zeigt, dass es ihr gut ging: Sie besaß mehrere Silbergegenstände und drei Häuser.
Ihr zweiter und dritter Ehemann waren von Beruf Maler, und es besteht Grund zu der Annahme, dass Jacquemijntje Garniers selbst auch malte. Gabriel Metsu malte ein Porträt einer Frau hinter einer Staffelei, und dieses Porträt wird als „die Mutter des Malers“ bezeichnet. Sicher ist jedoch auch, dass seine Schwiegermutter Maria de Grebber Malerin war. Daher ist es möglich, dass Metsu die Mutter seiner Frau porträtierte. Gemälde von Jacquemijntje Garniers sind nicht bekannt.
Im August 1651 erkrankte Jacquemijntje Garniers unheilbar und starb am 8. September 1651. Sie wurde in der Hoogelandsekerk beigesetzt.